# A Night to Remember World Tour
A Night to Remember World Tour fue la tercera gira mundial de la cantante estadounidense Cyndi Lauper, en apoyo a su tercer álbum de estudio, A Night to Remember (1989). La gira inició el 21 de abril de 1989 en América del Norte y finalizó el 26 de noviembre del mismo año, fue su segunda gira mundial más importante, después de True Colors Tour . Para esta gira se programaron fechas a lo largo de Asia, América del Sur y Australia, siendo la última presentación en la Ciudad de México. Se realizaron 45 conciertos en total. Primero en los Estados Unidos, Japón, Corea del Sur, Taiwán, Hong Kong, Filipinas, Australia, Brasil, Chile, Venezuela, Colombia y México. Es considerada una de las giras más exitosas de la cantante.
Tres de los programas fueron filmados y transmitidos por televisión en los respectivos países en los que fueron filmados: Río de Janeiro, Santiago de Chile y Seúl. 

## Listado de temas

### América del Norte: Etapa 1
1. "I Drove All Night"
2. "Primitive"
3. "My First Night Without You"
4. "What's Going On"
5. "Like a Cat"
6. "Heading West"
7. "A Night to Remember"
8. "Unconditional Love"
9. "Insecurious"
10. "Dancing with a Stranger"
11. "She Bop"
12. "I Don't Want to Be Your Friend"
13. "Kindred Spirit"
14. "Iko Iko"
15. "Girls Just Want to Have Fun"
16. "Time After Time"
17. "True Colors"
18. "Money Changes Everything"

#### Cambios
- Para el concierto del 25 de abril en New Haven, Cyndi interpretó "He's a Rebel".
- El concierto del 26 de abril, en Asbury Park, Nueva Jersey; Lauper cerró el show con "A Night to Remember" en lugar de "Money Changes Everything".

### Asia/Australia
1. "I Drove All Night"
2. "Change of Heart"
3. "Primitive"
4. "My First Night Without You"
5. "What's Going On"
6. "Iko Iko"
7. "Hole In My Heart (All The Way To China)"
8. "A Night to Remember"
9. "Boy Blue"
10. "All Through the Night"
11. "She Bop"
12. "Dancing with a Stranger"
13. "Heading West"
14. "Money Changes Everything"
15. "Unabbreviated Love"
16. "Time After Time"
17. "Girls Just Want To Have Fun"
18. "Baby Workout"
19. "True Colors" (versión a capela)
20. "Money Changes Everything"

#### Cambios
- El concierto del 2 de octubre en Seúl, Corea; Lauper cerrado su show con "Girls Just Wanna Have Fun"

### América del Sur/América del Norte (2.ª manda)
1. "I Drove All Night"
2. "Change of Heart"
3. "Primitive
4. "My First Night Without You"
5. "What's Going On"
6. "Iko Iko"
7. "Hole in My Heart (All the Way to China)"
8. "A Night to Remember"
9. "Boy Blue"
10. "All Through the Night"
11. "She Bop"
12. "Dancing with a Stranger"
13. # "Heading West"
14. "Money Changes Everything"
15. "Time After Time"
16. "Girls Just Want to Have Fun"
17. "True Colors" (versión a capela)
18. "Kindred Spirit"
19. "Baby Workout"

#### Cambios
- Para el concierto del 10 de noviembre en el Estadio Nacional en Santiago, Chile; Lauper cerró el show con una versión a capela de "True Colors".
- El concierto en Concepción, Chile el 12 de noviembre, ella interpretó un popurrí de una versión mezclada entre "Girls Just Wanna Have Fun" y "He's a Rebel".También interpretó la canción Baby Workout.

- Para el concierto del 29 de noviembre de Guadalajara en México, la banda cerró el show interpretando 'Rock 'N Roll' de Led Zeppelin, mientras Lauper cantó la letra leyéndola en una hoja de papel.

## Grabación
Se emitió en la televisión en Río de Janeiro. Cyndi pone en un gran espectáculo y realiza todos sus canciones de éxito. Mientras tanto en Chile se transmitió a través de un canal público de televisión

## Fechas de presentación
| Fecha                            | Ciudad          | País           | Lugar                           |
| -------------------------------- | --------------- | -------------- | ------------------------------- |
| Norteamérica                     |                 |                |                                 |
| 21 de abril de 1989              | Poughkeepsie    | Estados Unidos | The Chance                      |
| 24 de abril de 1989              | New Haven       | Estados Unidos | Toad's Place                    |
| 25 de abril de 1989              | New Haven       | Estados Unidos | Toad's Place                    |
| 26 de abril de 1989              | Asbury Park     | Estados Unidos | Stone Pony                      |
| 17 de junio de 1989              | Misquamicut     | Estados Unidos | Misquamicut Beach Club          |
| 18 de junio de 1989              | Hampton Beach   | Estados Unidos | Club Casino                     |
| 20 de junio de 1989              | Baltimore       | Estados Unidos | Hammerjacks                     |
| Asia                             |                 |                |                                 |
| 12 de septiembre de 1989         | Hiroshima       | Japón          | Sun Plaza                       |
| 13 de septiembre de 1989         | Fukuoka         | Japón          | Kokusai Center                  |
| 14 de septiembre de 1989         | Osaka           | Japón          | Osaka-jō Hall                   |
| 15 de septiembre de 1989         | Osaka           | Japón          | Osaka-jō Hall                   |
| 17 de septiembre de 1989         | Nagoya          | Japón          | Rainbow Hall                    |
| 18 de septiembre de 1989         | Tokio           | Japón          | Nippon Budokan                  |
| 19 de septiembre de 1989         | Tokio           | Japón          | Nippon Budokan                  |
| 22 de septiembre de 1989         | Yokohama        | Japón          | Yokohama Arena                  |
| 25 de septiembre de 1989         | Sapporo         | Japón          | Green Dome                      |
| 27 de septiembre de 1989         | Sendai          | Japón          | Sendai Gymnasium                |
| 29 de septiembre de 1989         | Shizuoka City   | Japón          | Kusanagi Gymnasium              |
| 30 de septiembre de 1989         | Niigata         | Japón          | City Gymnasium                  |
| 2 de octubre de 1989             | Seoul           | Corea del Sur  | Chamsil Gym                     |
| 6 de octubre de 1989             | Taipéi          | Taiwán         | Lon-Hsin Hall                   |
| 7 de octubre de 1989             | Taipéi          | Taiwán         | Lon-Hsin Hall                   |
| 9 de octubre de 1989             | Kowloon         | Hong Kong      | Hong Kong Coliseum              |
| 13 de octubre de 1989            | Manila          | Filipinas      | Folk Arts Center                |
| 14 de octubre de 1989            | Manila          | Filipinas      | Folk Arts Center                |
| Australia                        |                 |                |                                 |
| 17 de octubre de 1989            | Sídney          | Australia      | Sídney Entertainment Centre     |
| 18 de octubre de 1989            | Sídney          | Australia      | Sídney Entertainment Centre     |
| 21 de octubre de 1989            | Brisbane        | Australia      | Brisbane Entertainment Centre   |
| 23 de octubre de 1989            | Melbourne       | Australia      | National Tennis Centre          |
| 24 de octubre de 1989            | Melbourne       | Australia      | National Tennis Centre          |
| 26 de octubre de 1989            | Canberra        | Australia      | Canberra Theatre                |
| Sudamérica                       |                 |                |                                 |
| 3 de noviembre de 1989           | São Paulo       | Brasil         | Ginásio do Ibirapuera           |
| 4 de noviembre de 1989           | São Paulo       | Brasil         | Ginásio do Ibirapuera           |
| 5 de noviembre de 1989           | São Paulo       | Brasil         | Ginásio do Ibirapuera           |
| 7 de noviembre de 1989           | Río de Janeiro  | Brasil         | Maracanãzinho Arena             |
| 10 de noviembre de 1989          | Santiago        | Chile          | Estadio Nacional                |
| 12 de noviembre de 1989          | Concepción      | Chile          | Estadio Municipal de Concepción |
| 15, 16 y 17 de noviembre de 1989 | Caracas         | Venezuela      | Poliedro de Caracas             |
| 18 de noviembre de 1989          | Bogotá          | Colombia       | Coliseo Cubierto El Campin      |
| Norteamérica                     |                 |                |                                 |
| 22 de noviembre de 1989          | Monterrey, N.L. | México         | Estadio Universitario           |
| 23 de noviembre de 1989          | Guadalajara     | México         | Plaza de Toros Nuevo Progreso   |
| 24 de noviembre de 1989          | México, D. F.   | México         | Premier                         |
| 25 de noviembre de 1989          | México, D. F.   | México         | Auditorio Nacional              |
| 26 de noviembre de 1989          | México, D. F.   | México         | Premier                         |